# Tournefortia brevilobata
Tournefortia brevilobata är en strävbladig växtart som beskrevs av Johann Wilhelm Krause. Tournefortia brevilobata ingår i släktet Tournefortia och familjen strävbladiga växter. Inga underarter finns listade i Catalogue of Life.